# Liste de films d'horreur avec des animaux
- Liste de films d'horreur avec des arachnides
- Liste de films d'horreur avec des canidés
- Liste de films d'horreur avec des créatures aquatiques
- Liste de films d'horreur avec des insectes
- Liste de films d'horreur avec des reptiles
- Liste de films d'horreur avec des rats
- Maneater series